# 030 TU 13

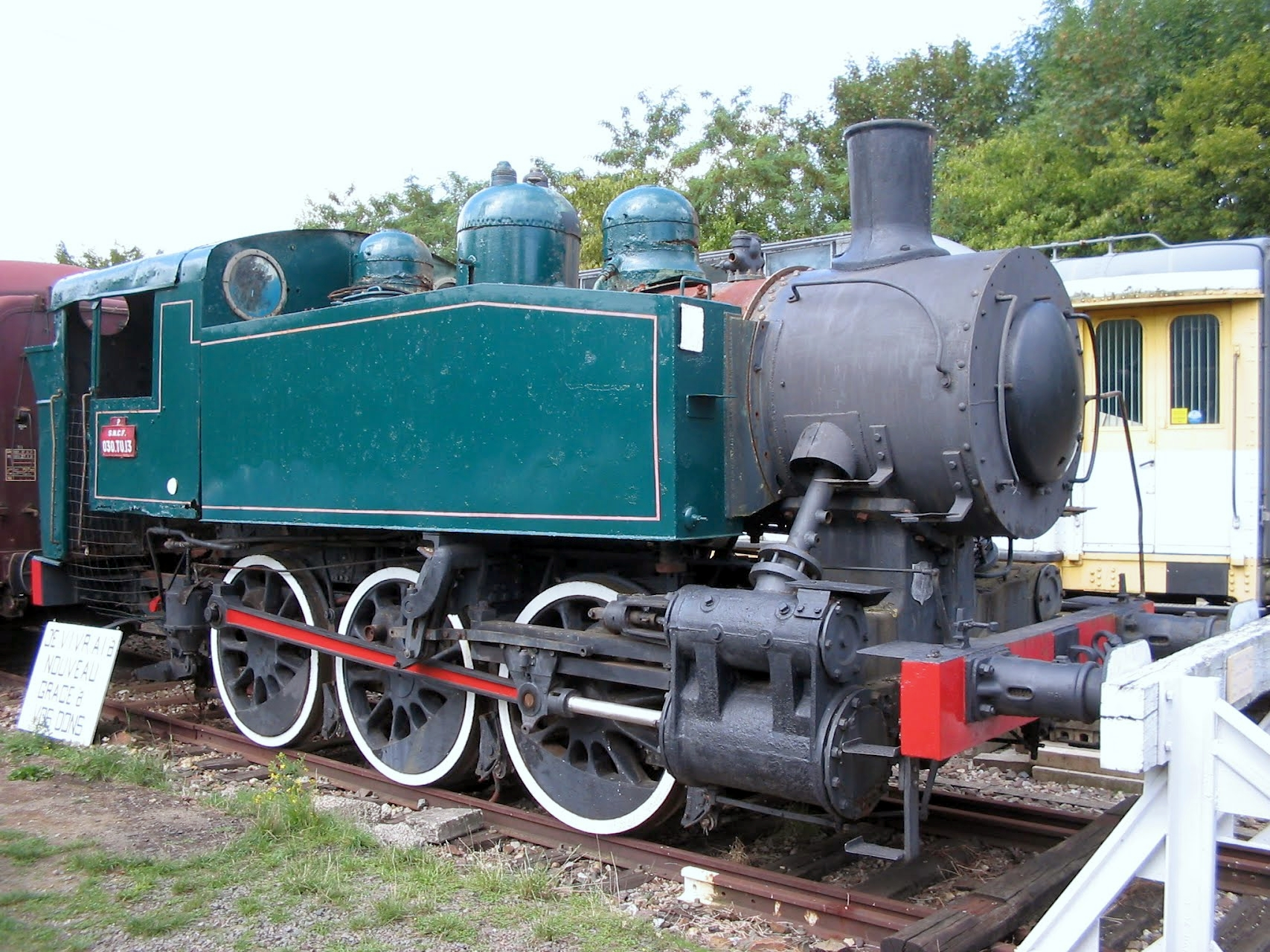
La locomotive 030 TU 13 au dépôt-musée de Pont-Érambourg

La 030 TU 13, ex USATC WD 6102, est une locomotive à vapeur de type 030 TU construite en 1944 par H.K. Porter à Pittsburgh pour le compte de l'armée américaine.

## Histoire
La locomotive est construite par H.K. Porter, Inc. (en) à Pittsburgh en 1944 et porte alors le numéro 7682. Après avoir été stockée au pays de Galles, elle est débarquée en Normandie à la fin de l'été 1944 et sert dans différents ports. Elle y assure la manœuvre des trains en partance pour le front où les armées progressent vers l'Allemagne.
Rachetée après la Libération le 25 novembre 1945 par la SNCF, elle est affectée à la région Est (Sarreguemines, puis Hausbergen à partir de 1961). 
Retirée du service en 1968, elle est acquise par la Société des chemins de fer d'Étival à Senones (Chemin de fer du Rabodeau). Dix ans plus tard, elle est rachetée par la ville de Caen, où on la retrouve en août 1979. Elle a finalement été cédée en 1996 à l'Amicale pour la mise en valeur de la ligne Caen-Flers (ACF) qui gère le dépôt-musée de Pont-Érambourg. La machine est alors presque complètement démontée, en attente de sa restauration. Puis en novembre 2022, la locomotive a été transférée au Pacific Vapeur Club de Sotteville-lès-Rouen.

## Caractéristiques techniques
- Longueur : 9,156 mètres
- Masse en service : 46,5 tonnes
- Timbre : 14,5 bars
- Vitesse limite : 50 km/h
- Distribution : Walschaerts à tiroirs cylindriques
- Capacité en charbon : 1,2 tonnes[2]